# En concert (album d'Hubert-Félix Thiéfaine)
Pour les articles homonymes, voir En concert.
Albums de Hubert-Félix Thiéfaine
En concert vol.2
(1986)
En concert est le premier album en public d'Hubert-Félix Thiéfaine. Il a été enregistré à l'Olympia en 1983.

## Pistes

### Disque 1
1. Les Dingues et les Paumés
2. L'Ascenseur de 22h43
3. La môme kaléidoscope
4. Lorelei sébasto cha
5. Exil sur planète fantôme
6. Mathématiques souterraines
7. Photographie tendresse
8. Une fille au rhésus négatif
9. Alligators 427

### Disque 2
1. Cabaret Ste-Lilith
2. Exit to chatagoune-goune
3. Groupie 89 Turbo 6
4. Première descente aux enfers par la face nord
5. Rock-autopsie
6. 113e cigarette sans dormir
7. Enfermé dans les cabinets (avec la fille mineure des 80 chasseurs)
8. Solexine et ganja
9. Dernière station avant l'autoroute
10. La Fille du coupeur de joints

## Crédits
- Chant, guitares : Hubert-Félix Thiéfaine
- Guitares : Claude Mairet
- Guitares : Michel Richard
- Basse : Philippe Germain
- Batterie : Jean-Paul Simonin
- Claviers : Gilles Kusmerück
- Percussions : Alain Douïeb
- Chœurs : Ann Calvert, Yvonne Jones, Carole Fredericks